# Radicaal 159
Van de in totaal 214 Kangxi-radicalen heeft radicaal 159 de betekenis voertuig, kar en wiel. Het is een van de twintig radicalen die bestaat uit zeven strepen.
In het Kangxi-woordenboek zijn er 361 karakters die dit radicaal gebruiken.

## Karakters met het radicaal 159
| Strepen | Traditioneel Karakter                                                      | Vereenvoudigd Karakter           |
| ------- | -------------------------------------------------------------------------- | -------------------------------- |
| + 0     | 車                                                                         | 车                               |
| + 1     | 軋                                                                         | 轧                               |
| + 2     | 軌 軍                                                                      | 轨                               |
| + 3     | 軎 軏 軐 軑 軒 軓 軔 軕                                                    | 轩 轪 轫                         |
| + 4     | 軖 軗 軘 軙 軚 軛 軜 軝 軞 軟 軠 軡 転 軣                                  | 转 轭 轮 软 轰                   |
| + 5     | 軤 軥 軦 軧 軨 軩 軪 軫 軬 軮 軯 軰 軱 軲 軳 軴 軵 軶 軷 軸 軹 軺 軻 軼 軽 | 轱 轲 轳 轴 轵 轶 轷 轸 轹 轺 轻 |
| + 6     | 軭 軾 軿 輀 輁 輂 較 輄 輅 輆 輇 輈 載 輊 輋 輌                            | 轼 载 轾 轿 辀 辁 辂 较          |
| + 7     | 輍 輎 輏 輐 輑 輒 輓 輔 輕                                                 | 辄 辅 辆                         |
| + 8     | 輖 輗 輘 輙 輚 輛 輜 輝 輞 輟 輠 輡 輢 輣 輤 輥 輦 輧 輨 輩 輪 輫 輬 輦 輪 | 辇 辈 辉 辊 辋 辌 辍 辎          |
| + 9     | 輭 輮 輯 輰 輱 輲 輳 輴 輵 輶 輷 輸 輹 輺 輻 輼 輻                         | 辏 辐 辑 辒 输 辔                |
| + 10    | 輽 輾 輿 轀 轁 轂 轃 轄 轅                                                 | 辕 辖 辗                         |
| + 11    | 轆 轇 轈 轉 轊 轋 轌                                                       | 辘                               |
| + 12    | 轍 轎 轏 轐 轑 轒 轓 轔                                                    | 辙 辚                            |
| + 13    | 轕 轖 轗 轘 轙 轚                                                          |                                  |
| + 14    | 轛 轜 轝 轞 轟                                                             |                                  |
| + 15    | 轠 轡 轢 轢                                                                |                                  |
| + 16    | 轣 轤                                                                      |                                  |
| + 20    | 轥                                                                         |                                  |